# Carsidaridae
Carsidaridae è una piccola famiglia di insetti appartenente all'ordine dei Rincoti Omotteri, superfamiglia Psylloidea.

## Descrizione
Gli adulti hanno un corpo lungo circa mezzo centimetro, di colore brunastro. Il capo con antenne composte da 10 articoli e terzo segmento provvisto di un rhinario subapicale. La caratteristica morfologica differenziale più evidente è la profonda divisione frontale del capo in due lobi, che non va confusa con l'emergenza dei coni frontali.
ali membranose; nell'ala anteriore, una falsa vena che connette la media alla radio, oppure, come in Epicarsa, le due vene hanno un punto di contatto diretto.
zampe con tarsi biarticolati, le posteriori adattate al salto.

## Biologia
Le specie di questa famiglia sono associate a piante dell'ordine delle Malvales, fra cui anche gli Hibiscus. Le neanidi vivono libere, anche se sono poco mobili, e producono abbondante cera filamentosa.

## Distribuzione
I Carsidaridae sono diffusi nelle regioni tropicali.

## Sistematica
La famiglia comprende circa 35 specie ripartite fra otto generi. Generi compresi nella famiglia:
- Dinopsylla
- Allocarsidara
- Epicarsa
- Mesohomotoma
- Paracarsidara
- Protyora
- Tenaphalara
- Tyora